# Dušan Nulíček
Dušan Nulíček (* 2. června 1988 v Jablonci nad Nisou) je český fotbalový útočník, od ledna 2023 působící v týmu AFK Nové Město pod Smrkem. Mimo Česka působil v Itálii, Německu a na Slovensku.

## Klubová kariéra
Svoji fotbalovou kariéru začal v AFK Nové město pod Smrkem. Přes mládež Slovanu Liberec se dostal do FK Baumit Jablonec, kde prošel zbytkem mládežnických kategorií a v roce 2006 se propracoval až do prvního týmu. V prvoligovém A mužstvu zde odehrál 27 utkání. 
Od roku 2008 působil na hostování v jiných klubech. Nejprve hostoval v druholigovém FK Čáslav. Poté v roce 2010 odešel na hostování do týmu Fidelis Andria 2018 z italské Serie C (3.liga), který se pro hráče stal prvním zahraničním angažmá. Na jaře 2011 hostoval v A.D.C. Ars et Labor Grottaglie. Podzim 2011 strávil převážně v FK OEZ Letohrad v ČFL, který byl farmou Jablonce.
Na jaře 2012 hostoval v německém FSV Budissa Bautzen (5.liga). V létě 2012 Jablonec definitivně opustil a zamířil do DAC 1904 Dunajská Streda, se kterou postoupil v sezoně 2012/13 do nejvyšší soutěže.
Od ledna 2014 půl roku hostoval v Loko Vltavín, se kterým naopak sestoupil do ČFL (3. ligy). Následovala tři angažmá v německých nižších soutěžích (SpVgg Grün-Weiß Deggendorf, Einheit Kamenz, FSV Neusalza-Spremberg).
V roce 2018 se vrátil zpět do ČR. Přes Mšeno, Turnov a FC Pěnčín se dostal do AFK Nové Město pod Smrkem, kde také svou fotbalovou kariéru začal.